# Universidad Nacional de Educación a Distancia
Die Universidad Nacional de Educación a Distancia (Abkürzung UNED; deutsch „Nationale Fernuniversität“) ist eine staatliche spanische Universität. 
Die Fernuniversität hat ihren Hauptsitz in Madrid, mit Außenstellen in allen Provinzen Spaniens sowie in mehreren europäischen Hauptstädten, in Äquatorialguinea, Argentinien, Brasilien, Mexiko, Peru und Venezuela. Die Universidad Nacional de Educación a Distancia wurde 1972 von der spanischen Regierung gegründet.
Sie hatte 2014 insgesamt 260.079 Studierende und 7.154 Lehrkräfte. Die UNED ist in elf Fakultäten gegliedert und bietet (Stand 2020) 27 grundständige Studiengänge (grados), 65 Master- und 18 Promotionsstudiengänge an.